# Kali Code
Kali Code är ett vattendrag i Indonesien.   Det ligger i provinsen Yogyakarta, i den västra delen av landet, 400 km öster om huvudstaden Jakarta.